# Leptopelis parbocagii
Leptopelis parbocagii là một loài ếch thuộc họ Hyperoliidae. Loài này có ở Angola, Cộng hòa Dân chủ Congo, Malawi, Mozambique, Tanzania, và Zambia. Môi trường sống tự nhiên của chúng là xavan ẩm, đồng cỏ nhiệt đới hoặc cận nhiệt đới vùng ngập nước hoặc lụt theo mùa, đầm nước ngọt có nước theo mùa, đất canh tác, vùng đồng cỏ, và đất nông nghiệp có lụt theo mùa.